# 1992 WC3
1992 WC3 är en asteroid i huvudbältet, som upptäcktes den 18 november 1992 av den japanske amatörastronomen Atsushi Sugie i Dynic-observatoriet.
Asteroiden har en diameter på ungefär 6 kilometer.